# یواس‌اس نانتیکوک (ای‌اوجی-۶۶)
یواس‌اس نانتیکوک (ای‌اوجی-۶۶) (به انگلیسی: USS Nanticoke (AOG-66)) یک کشتی بود که طول آن ۳۵۲ فوت ۲ اینچ (۱۰۷٫۳۴ متر) بود. این کشتی در سال ۱۹۴۵ ساخته شد.